# Дом, где родилась А. П. Затыркевич-Карпинская
Дом, где родилась А. П. Затыркевич-Карпинская — памятник истории местного значения в Сребном. 

## История
Решением исполкома Черниговского областного совета народных депутатов от 31.05.1971 № 286 дому присвоен статус памятник истории местного значения с охранным № 1788 под названием Дом, где родилась известная украинская актриса А. П. Затыркевич-Карпинская. На здании установлена информационная доска.

## Описание
Дом построен в 1854 году. Одноэтажный, деревянный, обложенный кирпичом, оштукатуренный дом. Родилась и детские годы (1955-1971 годы) в доме провела будущая актриса Анна Петровна Затыркевич-Карпинская.
Сейчас здание служит одним из помещений Сребнянской районной больницы (переулок Франко, 1).
В 1986 году на фасаде дома установлена мемориальная доска.